# كيسوكي كومازاوا
كيسوكي كومازاوا (باليابانية: 熊澤 圭祐) (29 يونيو 1989 في آيتشي في اليابان – )؛ هو لاعب كرة قدم ياباني سابق كان يلعب كلاعب وسط.

## وصلات خارجية
- كيسوكي كومازاوا على موقع رابطة كرة القدم اليابانية للمحترفين (اليابانية)
- كيسوكي كومازاوا على موقع قاعدة بيانات كرة القدم.إي يو (الإنجليزية)
- كيسوكي كومازاوا على موقع Soccerway.com (الإنجليزية)